# 1月27日
1月27日（いちがつにじゅうしちにち）は、グレゴリオ暦で年始から27日目に当たり、年末まであと338日（閏年では339日）ある。

## できごと

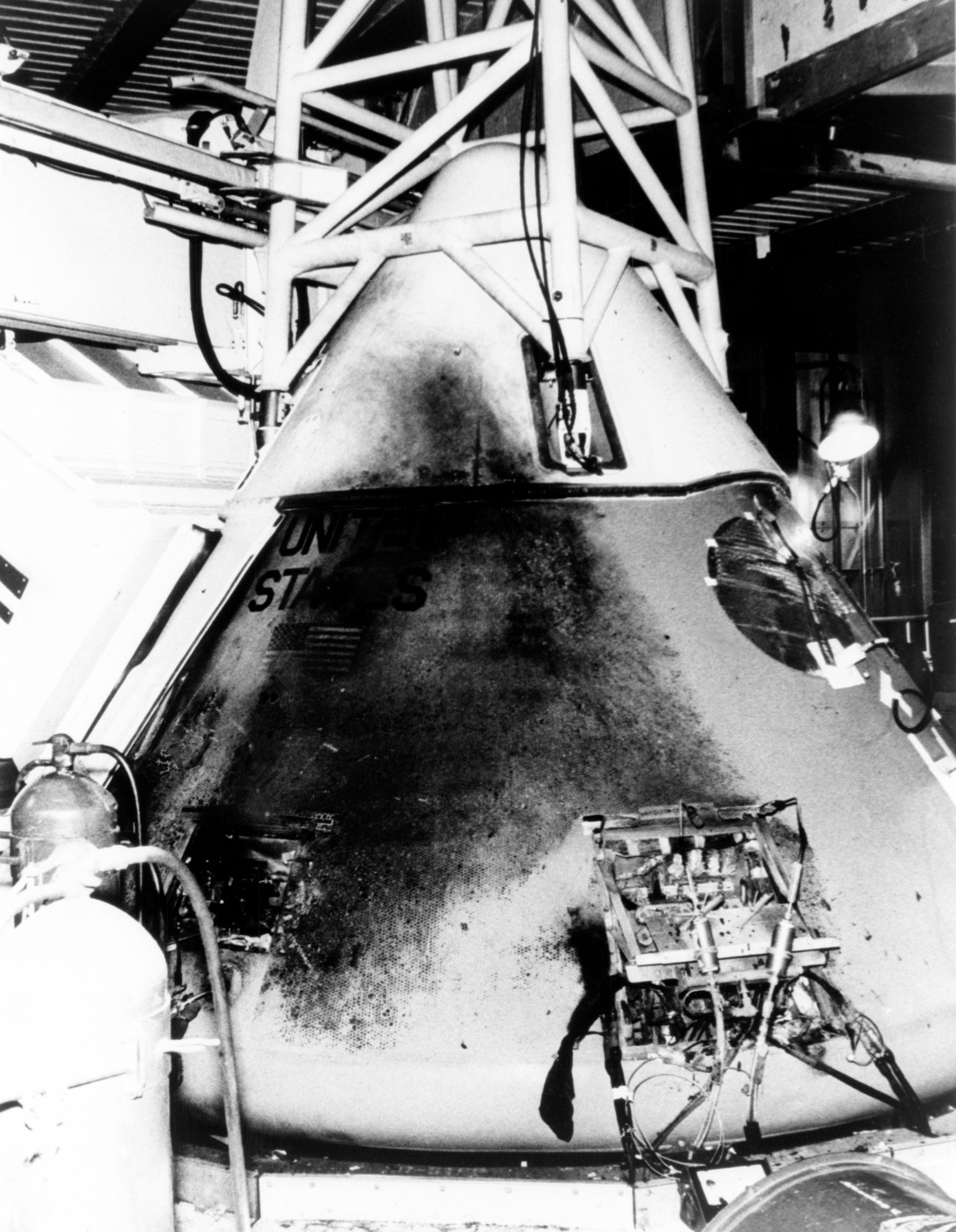
アポロ1号の火災事故（1967年）

- 661年 - アリー・イブン・アビー＝ターリブの死去により、イスラム教正統カリフが終焉。
- 1142年（紹興11年12月29日） - 南宋の武将岳飛が宰相秦檜により謀殺される。
- 1186年 - 後の神聖ローマ帝国皇帝ハインリヒ6世がコスタンツァと結婚。
- 1587年（天正14年12月19日） - 豊臣秀吉が太政大臣に任じられる[1]。
- 1593年 - コペルニクスの地動説を擁護したジョルダーノ・ブルーノがローマの異端審問所に引き渡される。7年間に獄中に留め置かれた末に1600年に異端審問を開始。
- 1606年 - イングランドでジェームス1世に対する暗殺未遂事件（火薬陰謀事件）で逃亡していた容疑者ら8名が裁判にかけられた。
- 1785年 - アメリカ合衆国初の公立大学、ジョージア大学が開学。
- 1868年（慶応4年1月3日） - 戊辰戦争で、鳥羽・伏見の戦いが行われる[2]。
- 1869年（明治元年12月15日） - 榎本武揚ら、旧幕府軍が箱館で蝦夷地の領有を宣言。いわゆる蝦夷共和国が発足する。
- 1880年 - トーマス・エジソンが白熱電球の特許を取得[3]。
- 1882年 - 生命保険の死亡保険金が日本で初めて支払われ、同年1月31日に新聞報道される。
- 1888年 - アメリカ合衆国・ワシントンD.C.にナショナルジオグラフィック協会創設。
- 1889年 - ブーランジェ将軍事件：セーヌ県の下院補欠選挙でジョルジュ・ブーランジェが共和各派の推した統一候補に大差をつけて当選。
- 1890年 - 慶應義塾が大学部を設置。
- 1915年 - アメリカ合衆国海兵隊がハイチを占領。
- 1918年 - フィンランド内戦が開戦。
- 1918年 - アメリカで小説「ターザン・シリーズ」の初の映画化作品『ターザン（英語版）』が公開。
- 1926年 - ジョン・ロジー・ベアードが初めてテレビジョンによる視覚電信を実演。
- 1934年 - スタヴィスキー事件による混乱の責任を取って、フランスのカミーユ・ショータン内閣が総辞職。
- 1936年 - ロシア出身のバス歌手フョードル・シャリアピンが来日。来日の際、帝国ホテルでシャリアピンステーキが出される。
- 1938年 - 平賀譲東大総長が経済学部教授河合栄治郎・土方成美の休職処分を荒木貞夫文相に上申。（平賀粛学）
- 1939年 - ロッキードP-38が初飛行。
- 1942年 - 第二次世界大戦: エンドウ沖海戦。
- 1944年 - 第二次世界大戦: 1941年9月9日から続いたレニングラード包囲戦が終戦[4]。
- 1945年 - 第二次世界大戦: ドイツのアウシュヴィッツ強制収容所がソ連軍により解放。
- 1949年 - 太平輪沈没事故。
- 1951年 - 初めてアメリカ合衆国ネバダ核実験場で核実験が行われる。
- 1953年 - ジョン・フォスター・ダレス米国務長官が、対共産圏軍事対決を主張する「巻き返し政策」の演説を行う。
- 1964年 - 中華人民共和国とフランスとの間で国交が樹立。
- 1965年 - 南ベトナムで軍事クーデター。グエン・カーン将軍が実権を掌幄。
- 1967年 - 初の有人飛行として2月21日に打ち上げ予定だったアポロ1号で、訓練中に火災が発生。3名の宇宙飛行士が亡くなった[5]。
- 1967年 - アメリカ合衆国、イギリス、ソビエト連邦などを含む60カ国以上の国が宇宙条約に署名。
- 1968年 - 営団日比谷線（当時）の神谷町駅で車両火災事故。
- 1971年 - 葉山御用邸放火事件。
- 1973年 - 北ベトナム・南ベトナム・南ベトナム解放民族戦線・アメリカの四者でベトナム和平パリ協定を締結。ベトナム戦争が正式に終戦。
- 1977年 - 服飾デザイナーの森英恵が東洋人で初めてパリ・オートクチュールのメンバーになる。
- 1983年 - 青函トンネルの先進導抗が貫通。
- 1989年 - 北方事件: 佐賀県北方町で、道路脇の崖下から女性3人の遺体が発見される。
- 1993年 - 曙が大相撲1月場所で優勝。3月場所で外国人力士初の横綱昇進が決まった。
- 1996年 - ニジェールで、イブライム・バレ・マイナサラがクーデターにより政権掌握。
- 2001年 - 東京23区で大雪警報。東京都心で8センチの積雪を観測。
- 2003年 - 全日空機成田空港オーバーラン事故: 全日本空輸のボーイング767-300型機が、成田国際空港で操縦ミスによるオーバーラン事故を起こす。
- 2008年 - 2008年大阪府知事選挙が行われ橋下徹が当選。
- 2011年 - 鹿児島県宮崎県の両県にまたがる霧島連山の新燃岳（しんもえだけ）が52年振りに噴火。
- 2013年 - サンタマリアナイトクラブ火災: ブラジルのサンタマリアのナイトクラブで火災が発生し、233人以上が死亡[6]。
- 2019年 - 1949年の火災で焼損した法隆寺金堂壁画について、法隆寺金堂壁画保存活用委員会が、時期は未定だが一般公開すると発表[7]。
- 2019年 - アイドルグループ「嵐」が2020年12月31日をもって活動休止することを発表。
- 2020年 - フランスで発表された『ミシュラン』で、パリにある「Restaurant KEI」の小林圭が日本人で史上初の三ツ星を獲得した。

## 誕生日

### 人物

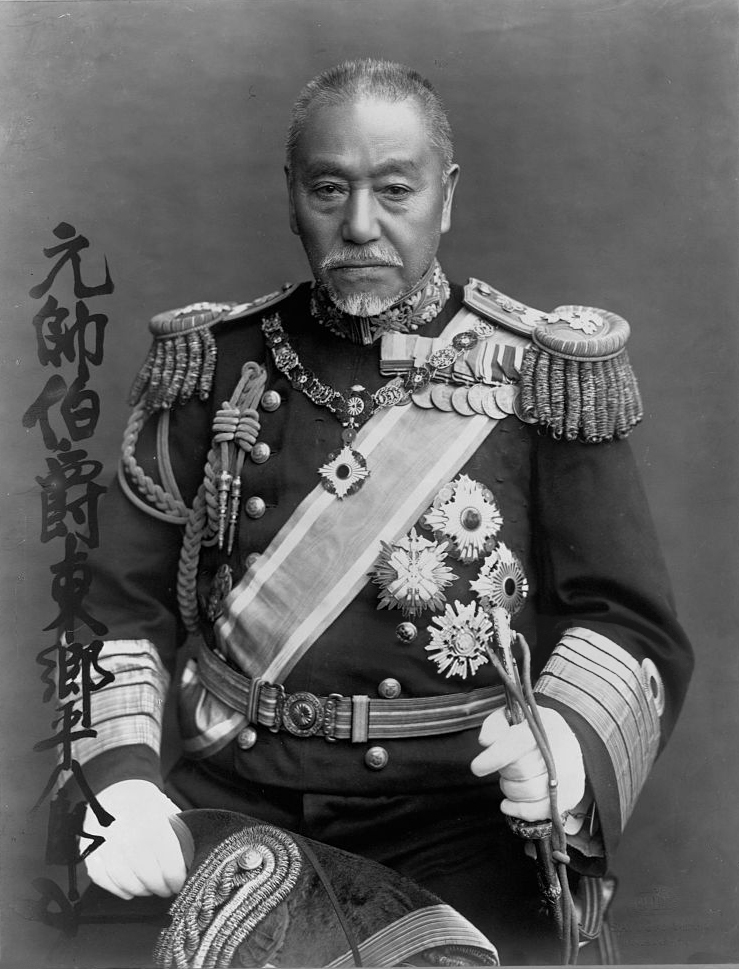
海軍軍人、元帥海軍大将、東郷平八郎(1848-1934)誕生。

- 1546年 - ヨアヒム・フリードリヒ、ブランデンブルク選帝侯（+ 1608年）
- 1585年 - ヘンドリック・アーフェルカンプ、画家（+ 1634年）
- 1607年（慶長11年12月29日）- 青木重兼、第2代麻田藩主（+ 1682年）
- 1613年（慶長17年12月7日）- 良如、浄土真宗本願寺派13世（+ 1662年）
- 1687年 - バルタザール・ノイマン、建築家（+ 1753年）
- 1708年 - アンナ・ペトロヴナ、ロシア皇帝ピョートル1世の娘（+ 1728年）
- 1756年 - ヴォルフガング・アマデウス・モーツァルト、作曲家（+ 1791年）
- 1775年 - フリードリヒ・シェリング、哲学者（+ 1854年）
- 1805年 - ゾフィー、オーストリア皇帝フランツ・カール大公妃（+ 1872年）
- 1805年 - マリア・アンナ・フォン・バイエルン、ザクセン王フリードリヒ・アウグスト2世の王妃（+ 1877年）
- 1806年 - ホアン・クリソストモ・アリアーガ、作曲家（+ 1826年）
- 1807年 - ダーフィト・シュトラウス、哲学者、神学者（+ 1874年）
- 1819年（文政2年1月2日）- 溝口直溥、第11代新発田藩主（+ 1874年）
- 1823年 - エドゥアール・ラロ、作曲家（+ 1892年）
- 1824年 - デイヴィッド・マッケンドリー・キー、第30代アメリカ合衆国郵政長官（+ 1900年）
- 1826年 - ミハイル・サルトィコフ＝シチェドリン、風刺作家（+ 1889年）
- 1826年 - リチャード・テイラー、アメリカ合衆国南北戦争の南軍将軍（+ 1879年）
- 1827年（文政10年1月1日） - 河井継之助、長岡藩家老、陽明学者（+ 1868年）
- 1827年（文政10年1月1日） - ジョン万次郎、通訳（+ 1898年）
- 1831年 - アーサー・ヒューズ、画家、イラストレーター（+ 1915年）
- 1832年 - ルイス・キャロル、童話作家、数学者（+ 1898年）
- 1835年（天保5年12月7日）- 松平定法、第10代今治藩主（+ 1901年）
- 1836年 - レーオポルト・フォン・ザッハー＝マゾッホ、小説家（+ 1895年）
- 1838年（天保9年1月2日） - 町田久成、東京国立博物館初代館長（+ 1897年）
- 1841年 - アルヒープ・クインジ、風景画家（+ 1910年）
- 1848年（弘化4年12月22日） - 東郷平八郎、軍人（+ 1934年）
- 1849年（嘉永2年1月4日） - 折田彦市、第三高等学校校長（+ 1920年）
- 1850年 - エドワード・J・スミス、タイタニック号船長（+ 1912年）
- 1850年 - サミュエル・ゴンパーズ、労働運動指導者（+ 1924年）
- 1850年 - ジョン・コリア、画家（+ 1934年）
- 1853年 - ヨハネス・ユストゥス・ライン、地理学者、日本学者（+ 1918年）
- 1855年（安政元年12月10日）- 建部政世、第10代林田藩主（+ 1877年）
- 1856年 - エドワード・ポールトン、生物学者（+ 1943年）
- 1856年（安政2年12月20日）- 内藤文成、第7代挙母藩主（+ 1901年）
- 1859年 - ヴィルヘルム2世、ドイツ皇帝（+ 1941年）
- 1864年 - ジョン・ウォルター・グレゴリー、地質学者、探検家（+ 1932年）
- 1885年 - 前田青邨、日本画家（+ 1977年）
- 1886年 - ラダ・ビノード・パール、法学者、極東国際軍事裁判判事（+ 1967年）
- 1891年 - イリヤ・エレンブルク、作家（+ 1967年）
- 1891年 - 高橋亀吉、経済学者（+ 1977年）
- 1893年 - 宋慶齢、政治家、孫文夫人（+ 1981年）
- 1893年 - 矢内原忠雄、経済学者、東京大学学長（+ 1961年）
- 1893年 - ウィリー・ベックル、フィギュアスケート選手（+ 1975年）
- 1895年 - ヨーゼフ・ローゼンシュトック、指揮者（+ 1985年）
- 1900年 - 賀陽宮恒憲王、皇族（+ 1978年）
- 1901年 - 千宗左、茶道家（表千家13世）（+ 1979年）
- 1901年 - 高野実、労働運動家（+ 1974年）
- 1903年 - ジョン・C・エックルス、神経生理学者（+ 1997年）
- 1903年 - 永谷寿一、元陸上競技選手（+ 1953年）
- 1906年 - 山中直治、作曲家（+ 1937年）
- 1913年 - 森下正明、生態学者、京都大学名誉教授（+ 1997年）
- 1913年 - 横沢七郎、プロ野球選手（+ 2002年）
- 1915年 - 日本橋きみ栄、歌手（+ 1993年）
- 1915年 - ジャーク・ヒニズドフスキー、画家、版画家、彫刻家、装幀家（+ 1985年）
- 1918年 - エルモア・ジェームス、ブルースギタリスト（+ 1963年）
- 1919年 - 成田啓二、元プロ野球選手（+ 1985年）
- 1920年 - 西澤廣義、軍人（+ 1944年）
- 1924年 - ラウフ・デンクタシュ、政治家、北キプロス・トルコ共和国初代大統領（+ 2012年）
- 1925年 - 奥井成一、元プロ野球選手（+ 2008年）
- 1928年 - 白井文吾、新聞記者、実業家、中日新聞社顧問名誉会長、中日ドラゴンズ名誉オーナー（+ 2024年）
- 1930年 - ボビー・ブルー・ブランド、ブルース・シンガー（+ 2013年）
- 1932年 - ボリス・シャハリン、体操選手（+ 2008年）
- 1935年 - 小山明子、女優
- 1936年 - サミュエル・ティン、物理学者、ノーベル物理学賞受賞者
- 1936年 - 朝倉千筆、脚本家
- 1937年 - ジョン・オグドン、ピアニスト（+ 1989年）
- 1937年 - 高山栄、声優、俳優（+ 2002年）
- 1938年 - 國安正昭、外交官、著作家
- 1940年 - ジェームズ・クロムウェル、俳優
- 1940年 - ペトル・ルチンスキー、政治家、モルドバ大統領
- 1940年 - 川田達男、実業家、セーレン代表取締役会長兼CEO
- 1941年 - ベアトリス・ティンズリー、天文学者、宇宙物理学者（+ 1981年）
- 1941年 - 岩本進、元プロ野球選手
- 1942年 - 本庶佑、医学者、ノーベル医学・生理学賞受賞者
- 1942年 - 手塚しげお、歌手、俳優（+ 2004年）
- 1944年 - ニック・メイスン、ドラマー（ピンク・フロイド）
- 1945年 - 脇田義信、アナウンサー（+ 2005年）
- 1946年 - エヴァ・ロマノワ、フィギュアスケート選手
- 1948年 - 永倉万治、随筆家（+ 2000年）
- 1948年 - 阿天坊俊明、元野球選手
- 1948年 - ミハイル・バリシニコフ、バレエダンサー、俳優
- 1948年 - ジャン＝フィリップ・コラール、ピアニスト
- 1949年 - 並木惠美子、プロボウリング選手
- 1950年 - 植木まり子、女優
- 1951年 - 田中邦彦、実業家、くら寿司創業者、社長
- 1951年 - 河野忠康、政治家
- 1952年 - 石田三示、政治家
- 1952年 - 安達かおる、AV監督
- 1952年 - 那須博之、映画監督（+ 2005年）
- 1954年 - 杉山知之、CGアーティスト、デジタルハリウッド創業者
- 1954年 - 二宮城光、空手家
- 1955年 - ジョン・ロバーツ、第17代アメリカ合衆国連邦最高裁判所長官
- 1956年 - ミミ・ロジャース、女優
- 1956年 - 陰山泰、俳優
- 1957年 - フランク・ミラー、コミックライター
- 1958年 - 升家誠司、実業家
- 1960年 - 清水ミチコ、コメディアン
- 1960年 - 柘植伊佐夫、人物デザイン、ビューティーディレクター
- 1961年 - 江森浩子、声優
- 1961年 - 島根恵、ヴァイオリニスト
- 1962年 - 金賢姫、元北朝鮮工作員
- 1963年 - 田中哲弥、作家
- 1964年 - 折原みと、漫画家
- 1964年 - ブリジット・フォンダ、女優
- 1965年 - アラン・カミング、俳優
- 1966年 - 呉俊宏、元プロ野球選手
- 1966年 - 杉森建、ゲームクリエイター、イラストレーター、漫画家
- 1966年 - タムリン・トミタ、女優
- 1966年 - 三田寛子、女優
- 1967年 - バクシーシ山下、AV監督
- 1969年 - 小山田圭吾、音楽家
- 1969年 - 茂木康子、柔術家、総合格闘家
- 1970年 - エマニュエル・パユ、フルート奏者
- 1971年 - 巴富士俊英、元大相撲力士
- 1971年 - 古沢淳、元プロ野球選手
- 1971年 - 鈴木正和、声優
- 1971年 - 嶋村かおり、女優、モデル、シナリオライター
- 1972年 - マーク・オーエン、歌手
- 1972年 - 佐藤昇、ジャーナリスト
- 1974年 - オーレ・アイナル・ビョルンダーレン、バイアスロン選手
- 1974年 - ブライアン・ネルソン、元プロ野球選手
- 1975年 - yasu、ミュージシャン（Janne Da Arc）
- 1975年 - 雨宮処凛、市民活動家
- 1976年 - 安貞桓、元サッカー選手
- 1977年 - 本山哲、音響監督
- 1978年 - 雛形あきこ、女優
- 1978年 - 井本貴史、お笑いタレント（ライセンス）
- 1978年 - 小林慶行、元サッカー選手
- 1978年 - ピート・ラフォレスト、元プロ野球選手
- 1979年 - おかゆまさき、ライトノベル作家
- 1979年 - こやまきみこ、声優
- 1979年 - HAN-KUN、ミュージシャン（湘南乃風）
- 1979年 - ロザムンド・パイク、女優
- 1980年 - 三遊亭鳳月、落語家
- 1980年 - マラト・サフィン、元テニス選手
- 1981年 - アリシア・モリク、テニス選手
- 1981年 - ノグチピント・エリキソン、サッカー選手
- 1981年 - 大谷ゆり、レースクイーン
- 1981年 - 石狩勇気、声優
- 1982年 - 熊木杏里、シンガーソングライター、作曲家
- 1982年 - Gendy、シンガーソングライター、歌手
- 1982年 - 野田あすか、ピアニスト
- 1982年 - 小山内大和、元プロ野球選手
- 1983年 - ガビン・フロイド、元プロ野球選手
- 1983年 - マイク・ザガースキー、元プロ野球選手
- 1984年 - 楠城祐介、元プロ野球選手
- 1984年 - 三上彩、元バレーボール選手
- 1985年 - 森山愛子、演歌歌手
- 1985年 - 大野龍二、元陸上選手
- 1986年 - 松永貴志、ジャズミュージシャン
- 1986年 - 藤江均、元プロ野球選手
- 1986年 - 八木麻紗子、アナウンサー
- 1986年 - 日向大輔、声優
- 1986年 - ヨハン・フランデ、プロ野球選手
- 1987年 - 加藤友里恵、トライアスロン選手
- 1987年 - 岩田慎司、元プロ野球選手
- 1987年 - リリー・ドナルドソン、スーパーモデル
- 1987年 - コーディ・サターホワイト、プロ野球選手
- 1987年 - デニス・グルシャコフ、サッカー選手
- 1987年 - ロマン・シシュキン、元サッカー選手
- 1987年 - アントン・シュニン、サッカー選手
- 1988年 - ケルロン・モウラ・ソウザ、元サッカー選手
- 1990年 - 北井佑季、元サッカー選手
- 1990年 - ティム・ベッカム、プロ野球選手
- 1990年 - マリア・パパソティリウ、フィギュアスケート選手
- 1990年 - クリストフ・モリッツ、サッカー選手
- 1991年 - アレクサンダル・イグニョフスキ、サッカー選手
- 1991年 - 張芸洋、歌手
- 1993年 - 中村有沙、女優
- 1993年 - 張悦、フィギュアスケート選手
- 1993年 - ダニエル太郎、テニス選手
- 1993年 - 太田一輝、元サッカー選手
- 1994年 - 野村涼乃、女優
- 1994年 - 王凡、バレーボール選手
- 1996年 - 穴井千尋、元アイドル（元HKT48）
- 1996年 - 並木万里菜、元アナウンサー
- 1996年 - 小原裕貴、元俳優
- 1997年 - 板倉滉、サッカー選手
- 1997年 - 南川ある、歌手
- 1998年 - 上白石萌音、女優、歌手
- 1998年 - 佐藤都志也、プロ野球選手
- 1998年 - 加藤翔、YouTuber（だいにぐるーぷ）
- 1999年 - 石本さくら、将棋棋士
- 1999年 - 金慧成、プロ野球選手
- 1999年 - 花山瑞貴、女優、モデル
- 2000年 - 平良達郎、総合格闘家
- 2001年 - 槙いずな、元AV女優
- 2001年 - 木下里都、プロ野球選手
- 2002年 - 谷端奏人、俳優
- 2003年 - 大音奏依、アイドル（LINKL PLANET）
- 2004年 - 豊田陸人、アイドル（ジュニア、少年忍者）
- 2004年 - 上村亜柚香、アイドル（元SKE48）
- 2007年 - 齋藤大翔、プロ野球選手
- 2008年 - 世古乙羽、アイドル、女優
- 2008年 - 矢田萌華、アイドル（乃木坂46）
- 生年不詳 - 大久保利洋、声優
- 生年不詳 - 亀岡真美、声優
- 生年不詳 - 夏怜、声優
- 生年不詳 - 川上千尋、声優
- 生年不詳 - 中澤ミナ[8]、声優
- 生年不詳 - 三上遥香、声優
- 生年不詳 - CHiCO、歌手
- 生年不詳 - 堀越せな、歌手、声優
- 生年不詳 - 小池雅也、ミュージシャン、作曲家
- 生年不詳 - ポッキー、ゲーム実況者
- 生年不詳 - 宮澤むじか、ピアニスト
- 生年不詳 - 安藤なつみ、漫画家
- 生年不詳 - 七海ロナ、アイドル（Palette Project）、Vtuber

### 人物以外（動物など）
- 1999年 - ファインモーション、競走馬
- 2018年 - ユーバーレーベン、競走馬

## 忌日
- 1417年（応永24年1月10日） - 上杉氏憲（禅秀）、室町時代の関東管領、上杉禅秀の乱の首謀者
- 1490年（延徳2年1月7日） - 足利義政、室町幕府第八代将軍（* 1436年）
- 1576年（天正3年12月27日）- 水野信元、戦国武将
- 1615年（慶長19年12月28日） - 今川氏真、駿河国の戦国大名（* 1538年）
- 1629年 - ヒエロニムス・プレトリウス、作曲家（* 1560年）
- 1646年（正保2年12月11日） - 沢庵宗彭、臨済宗の僧（* 1573年）
- 1732年 - バルトロメオ・クリストフォリ、楽器製作者（* 1655年）
- 1740年 - ブルボン公ルイ・アンリ、第4代コンデ公（* 1692年）
- 1802年 - ヨハン・ルドルフ・ツムシュテーク、作曲家（* 1760年）
- 1814年 - ヨハン・ゴットリープ・フィヒテ、哲学者、思想家（* 1762年）
- 1851年 - ジョン・ジェームズ・オーデュボン、博物画家（* 1785年）
- 1860年 - ヤノーシュ・ボヤイ、数学者（* 1802年）
- 1893年 - 登美宮吉子女王、水戸藩主徳川斉昭の正室（* 1804年）
- 1893年 - ジェイムズ・キャンベル、第19代アメリカ合衆国郵政長官（* 1812年）
- 1901年 - ジュゼッペ・ヴェルディ、作曲家（* 1813年）
- 1904年 - 三遊亭圓生 (4代目)、落語家（* 1846年）
- 1912年 - 西寛二郎、第4代教育総監（* 1846年）
- 1917年 - 伊達宗基、第14代仙台藩主（* 1866年）
- 1918年 - 素木しづ、小説家（* 1895年）
- 1919年 - アディ・エンドレ、詩人（* 1877年）
- 1922年 - ジョヴァンニ・ヴェルガ、小説家（* 1840年）
- 1922年 - ネリー・ブライ、ジャーナリスト（* 1864年）
- 1924年 - 長谷川好道、朝鮮総督、参謀総長（* 1850年）
- 1928年 - 大岡育造、政治家（* 1856年）
- 1929年 - 久邇宮邦彦王、皇族（* 1873年）
- 1945年 - 野口雨情、詩人（* 1882年）
- 1947年 - レイナルド・アーン、作曲家（* 1874年）
- 1949年 - ボリス・アサフィエフ、作曲家（* 1884年）
- 1956年 - エーリヒ・クライバー、指揮者（* 1890年）
- 1957年 - 佐々木俊一、作曲家（* 1907年）
- 1958年 - 松山基範、地球物理学者（* 1884年）
- 1965年 - 三船久蔵、柔道家（* 1883年）
- 1967年 - ガス・グリソム、宇宙飛行士（* 1926年）
- 1972年 - リヒャルト・クーラント、数学者（* 1888年）
- 1972年 - マヘリア・ジャクソン、ゴスペル歌手（* 1911年）
- 1974年 - 藤原亮子、歌手（* 1917年）
- 1985年 - 竹中正久、暴力団山口組第4代組長（* 1933年）
- 1987年 - ノーマン・マクラレン、アニメーション作家（* 1914年）
- 1989年 - 坂本登、プロ野球選手（* 1932年）
- 1990年 - 江戸アケミ、ミュージシャン（じゃがたら）（* 1953年）
- 1993年 - 奥田良三、テノール歌手（* 1903年）
- 1993年 - 鈴木敬信、天文学者（* 1905年）
- 1993年 - 峰吟子、女優（* 1909年）
- 1993年 - アンドレ・ザ・ジャイアント、プロレスラー（* 1946年）
- 1994年 - 中川静子、小説家（* 1919年）
- 1995年 - ジャン・タルデュー、詩人、劇作家（* 1903年）
- 1997年 - 鈴木康文、歌人（* 1896年）
- 1998年 - 景山民夫、小説家（* 1947年）
- 2000年 - 大原富枝、小説家（* 1912年）
- 2000年 - フリードリヒ・グルダ、ピアニスト（* 1930年）
- 2000年 - メイ・ファッグス、陸上競技選手（* 1932年）
- 2001年 - マリーア・ジョゼ・デル・ベルジョ、イタリア王ウンベルト2世の妃（* 1906年）
- 2002年 - 上野瞭、児童文学作家（* 1928年）
- 2002年 - 中西啓介、政治家（* 1941年）
- 2003年 - ロッテル・エミーリア、フィギュアスケート選手（* 1906年）
- 2006年 - フィリス・キング、テニス選手（* 1905年）
- 2006年 - 杉浦敏介、実業家（* 1911年）
- 2006年 - 二宮文造、政治家（* 1920年）
- 2006年 - ヨハネス・ラウ、政治家、元ドイツ大統領（* 1931年）
- 2007年 - 楊伝広、十種競技選手（* 1933年）
- 2007年 - エレーナ・ロマノワ、陸上競技選手（* 1963年）
- 2008年 - スハルト、インドネシア大統領（* 1921年）
- 2008年 - 百瀬博教、作家、詩人、格闘技プロデューサー（* 1940年）
- 2008年 - 今宮エビス、お笑いタレント（* 1942年）
- 2009年 - 柿澤弘治、政治家（* 1933年）
- 2010年 - J・D・サリンジャー、作家（* 1919年）
- 2010年 - 夏夕介、俳優（* 1950年）
- 2014年 - ピート・シーガー、シンガーソングライター（* 1919年）
- 2014年 - 永井一郎、声優（* 1931年）
- 2014年 - 塚田正昭、声優（* 1938年）
- 2014年 - 坂東眞砂子、小説家（* 1958年）
- 2015年 - チャールズ・タウンズ、物理学者（* 1915年）
- 2016年 - 青木茂、政治家、元サラリーマン新党代表（* 1922年）
- 2017年 - 垣花秀武、核物理学者、評論家、東京工業大学名誉教授、元国際原子力機関事務次長（* 1920年）
- 2017年 - エマニュエル・リヴァ、女優（* 1927年）
- 2017年 - ルドルフ・ビーブル、指揮者（* 1929年）
- 2018年 - イングヴァル・カンプラード、実業家、イケア創業者（* 1926年）
- 2018年 - 沢島忠、映画監督、舞台演出家（* 1926年）
- 2018年 - 熊谷健、テレビプロデューサー（* 1937年）
- 2019年 - 田代圓、実業家、元東ソー社長 （* 1931年）
- 2019年 - 高橋昌男、小説家、文芸評論家（* 1935年）
- 2019年 - ニナ・バルディチェワ＝フョードロワ、クロスカントリースキー選手、1976年インスブルック五輪金メダリスト（* 1947年）
- 2019年 - 齊藤力、歯科医師、歯学者、新潟大学名誉教授、元日本顎変形症学会理事長（* 1947年）
- 2020年 - ジャック・バーンズ、コメディアン（* 1933年）
- 2020年 - 藤井章雄、英語学者、早稲田大学名誉教授（* 1937年）
- 2021年 - クロリス・リーチマン、女優、声優（* 1926年）
- 2021年 - メフルダード・ミーナーヴァンド、サッカー選手（* 1975年）
- 2022年 - 李勇武、軍人、政治家（* 1923年）
- 2022年 - 宗清洋、ジャズトロンボーン奏者（* 1936年）
- 2022年 - アラン・バンキャール、作曲家（* 1937年）
- 2023年 - 永井路子、小説家（* 1925年）
- 2023年 - シルヴィア・シムズ、女優（* 1934年）
- 2023年 - 松尾英治、元プロ野球選手（* 1964年）
- 2024年 - 永田哲士、医学者、中国河北医科大学名誉学長・名誉教授、河北医科大学名誉学長、信州大学名誉教授（* 1931年）
- 2024年 - 梓林太郎、作家（* 1933年）
- 2024年 - 平良進、俳優、演出家（* 1934年）
- 2024年 - 是永駿、中国文学者、元大阪外国語大学学長・名誉教授、元立命館アジア太平洋大学学長・名誉教授（* 1943年）
- 2025年 - 国東始、大相撲力士（* 1975年）

## 記念日・年中行事
- ホロコースト犠牲者を想起する国際デー (International Holocaust Remembrance Day)
2005年に国連総会本会議で決議。アウシュヴィッツ＝ビルケナウ強制収容所の解放にちなむ。特定の民族や宗教への差別・攻撃を非難する。
- 求婚の日（ 日本）
1883年（明治16年）のこの日、中尾勝三郎という人物が生涯の伴侶を求めるため、伊勢新聞および三重日報に求婚広告を出した。これが日本の新聞紙史上初めての求婚広告ということで、求婚の日として制定された[9]。
- 国旗制定記念日（ 日本）
1870年の旧暦1月27日（新暦2月27日）に商船規則（太政官布告第57号）が定められ、日本の国旗（日章旗）のデザインの原型が決まったことにちなむ。国旗協会が制定[10]。
- 船穂スイートピー記念日 （ 日本）
「JA岡山西船穂町花き部会」が制定。岡山県倉敷市船穂町のスイートピーをもっと広くアピールすることが目的。日付はスイートピーが本格的なシーズンを迎える1月と、1と27で「いいふなお（良い船穂）」と読む語呂合わせから。